# Śniadowo (stacja kolejowa)
Śniadowo – węzłowa stacja kolejowa w Śniadowie, w województwie podlaskim, w Polsce. Przeniesiona do obecnej lokalizacji w latach 50. XX wieku. 
Stacja posiada dwa perony, z czego do obsługi pasażerów przeznaczony jest jedynie peron pierwszy. Do roku 2017 ruch prowadzony był przez dwie nastawnie (SN, SN1) za pomocą urządzeń mechanicznych scentralizowanych i sygnalizacji kształtowej. W wyniku prac modernizacyjnych zamontowane zostały elektryczne napędy i ogrzewanie rozjazdów. Pojawiła się sygnalizacja świetlna. Budynek dworca został zaadaptowany na punkt handlowy przez prywatnego inwestora, jednocześnie nastawnia dysponująca pozostała na parterze budynku. Nastawnia wykonawcza została wyburzona. W obrębie stacji znajdują się dwa przejazdy kolejowo-drogowe, z czego jeden kategorii A. We wschodniej części znajduje się czynna bocznica przedsiębiorstwa PREFBET Sp. z o. o.  W 2024 roku PKP PLK dokonały remontu części peronu pierwszego w związku ze wznowieniem połączeń pasażerskich. 
Stacja znalazła się na liście podstawowej obiektów przewidzianych do przebudowy w ramach Rządowego Programu budowy lub modernizacji przystanków kolejowych na lata 2021-2025.